# En cas de guerre mondiale, je file à l'étranger
Pour plus de détails, voir Fiche technique et Distribution.
En cas de guerre mondiale, je file à l'étranger est un film français réalisé par Jacques Ardouin et sorti en 1983.

## Synopsis
Un commando de cinq militantes féministes marseillaises enlève un écrivain parisien considéré comme macho et phallocrate.

## Fiche technique
- Titre : En cas de guerre mondiale, je file à l'étranger
- Réalisation : Jacques Ardouin, assisté de François Velle
- Scénario : Jean-Claude Massoulier
- Musique : André Popp, chanson de générique de fin interprétée par Rita Brantalou
- Production : Denise Petitdidier
- Pays de production :  France
- Format : Couleurs
- Genre : comédie
- Durée : 95 minutes
- Date de sortie : France - 25 mai 1983[1]

## Distribution
- Florence Haziot : Florence
- Denise Petitdidier : Monique
- Annie Jouzier : Sylvie
- Rachel Boulenger : Nadine
- Sabine Paturel : Isabelle
- Joël Pouvreaux : Philippe
- Jean-Claude Massoulier : Patrice Toussaint, écrivain
- Lucien Barjon : Le père
- Patrick Moreau : Le mari
- Michel Galabru : Ponsard, l'éditeur
- Jean-Claude Arnaud : Brouzet, le rédacteur en chef
- Mario David : Bob Grouillet, l'attaché de presse
- Denise Grey : Madame Toussaint mère
- Micheline Dax : L'animatrice TV
- Richard Balducci
- Philippe Bardy
- Michel Bedetti : Écrivain
- Roland Blanche : Écrivain
- Marc Cassot
- Pascal Germain
- Pierre-Jean Vaillard : Le speaker du mariage
- Anne Gacoin : la chanteuse